# Aéroport de Tshikapa
L'aéroport de Lukala (code IATA : TSH • code OACI : FZUK) est un aéroport de la province de Kasaï dans la ville de Tshikapa en République démocratique du Congo.

## Situation
| Bandundu Basango Mboliasa Bunia Gbadolite Gemena Goma Ilebo Kalemie Kananga Kikwit Kindu Kinshasa-Ndjili Kinshasa-N'Dolo Kisangani Kolwezi Lodja Lubumbashi Matari Matadi Mbandaka Mbuji Mayi Nioki Tshikapa Tshumbe |